# Иодид рения(I)
Иодид рения(I) — неорганическое соединение, соль металла рения и иодистоводородной кислоты с формулой ReI,
чёрные кристаллы.

## Физические свойства
Иодид рения(I) образует чёрные кристаллы кубической сингонии.

## Химические свойства
- Разлагается при нагревании:

{\displaystyle {\mathsf {2ReI\ {\xrightarrow {T}}\ 2Re+I_{2}}}}